# 동부 쿠시어군
동부 쿠시어군(East Cushitic)은 아프리카아시아어족의 쿠시어파에 속한 30여개의 언어로 구성된 어군이다. 주로 에티오피아, 소말리아, 케냐, 지부티 일대에서 사용된다.

## 분류
전통적으로 학계에서는 "고지 동부 쿠시어"를 일차적 분파로 간주하고 이외에는 야쿠어와 둘라이어를 묶은 후 나머지를 "저지 동부 쿠시어"로 그룹화하는 방식이 사용되었다. 이 분류법은 David Appleyard에게도 받아들여졌는데, 그는 종래에 남부 쿠시어군에 속한다고 간주되던 다할로어를 동부 어군에 추가하고 있다. 최근에는 여러 이설이 제기되고 있으며 일부 학자들은 동부 쿠시어군의 성립에 의문을 제기하였다.
- 고지 동부 쿠시어
  - 부르지어
  - 시다마어군
    - 시다마어
    - 게데오어
    - 하디야어-리비도어
    - 캄바타어-알라바어
- 야쿠어-둘라이어군
- 저지 동부 쿠시어
  - 오모-타나어군
    - 서부
      - 다사나치어
      - 아르보레어
      - 엘몰로어
      - 야쿠어

    - 동부
      - 렌딜레어
      - 가레어-보니어
      - 툰니어-다바레어
      - 아슈라프어
      - 마이어
      - 소말리어

  - 오로모어군
    - 오로모어
      - 오로모어, 동부 오로모어, 보라나어, 오르마어, 와타어

    - 콘소어군
      - 콘소어, 디라샤어, 부사어, 마실레어, 투로어, 가토어

  - 사호-아파르어군
    - 사호어
    - 아파르어
- 다할로어